# Свет по Гарпу (роман)
Свет по Гарпу (енгл. The world according to Garp) је четврти роман Џона Ирвинга (енгл. John Irving), о човеку ванбрачно рођеном од мајке која је феминистички вођа, и која постаје списатељица. Објављена 1978. године, књига је неколико година била бестселер. Књига је била у финалу Националне књижевне награде за белетристику 1979. године  а њено прво издање у мекој корици освојило је награду следеће године.
Филмска адаптација романа у којој глуми Робин Вилиамс објављена је 1982. године, а сценарио је написао Стив Тешич.
Класична серија ББЦ Радио 4 емитовала је троделну адаптацију романа Линде Машал Грифин у јануару 2014. године. Продукцију је режирала Nadia Molinari, а у њој су наступили Миранда Ричардсон као Џени, Lee Ingleby  као Гарп, Jonathan Keeble као Роберта и Lyndsey Marshalкао Хелен.
Дана 3. новембра 2015, Ирвинг је открио да су му се ХБО и Варнер Бротхерс обратили да реконструишу Свет према Гарпу као мини серију. Он је описао пројекат као да је у раној фази.

## Радња
Роман говори о животу Т.С. Гарпа. Његова мајка, Џени Филдс, је медицинска сестра јаке воље која жели дете, али не и мужа. Она наилази на самрти војника Гарпа познатог само као "Технички водник Гарп", који је задобио тешко оштећење мозга у борби. Џени његује Гарпа, посматрајући његово инфантилно стање и готово вечно аутономно сексуално узбуђење. Због практичности и љубазности да му смрт учини што удобнијом и смањи узнемиреност, она га мастурбира неколико пута. Неограничена конвенцијом и вођена жељом за дететом, Џени силује Гарпа оштећеног мозга, импрегнира се и добијеном сину даје име "Т.С." (име изведено од "Технички наредник", али се састоји само од иницијала). Џени сама одгаја младог Гарпа, заузимајући место у Управљачкој школи за све дечаке у Новој Енглеској.
Гарп одраста, постаје заинтересован за секс, рвање и писање белетристике - три теме за које његова мајка нема много интересовања. Након што је дипломирао 1961, мајка га води у Беч, где пише своју прву новелу. У исто време, његова мајка почиње да пише своју аутобиографију, A Sexual Suspect. Након што се Џени и Гарп враћају у Стеринг, Гарп се жени са Хелен, ћерком тренера рвања, и оснива своју породицу - он је тежак писац, она учитељица енглеског језика. Објављивање књиге A Sexual Suspect чини његову мајку познатом. Постаје феминистичка икона, јер феминисткиње на њену књигу гледају као на манифест жене која не мари за везивање за мушкарца и која сама одлучује да одгаја дете. Она негује и подржава жене које су трауматизирали мушкарци, међу њима и Елен Џамесиан, група жена која је добила име по једанаестогодишњој девојчици којој су силоватељи одсекли језик да је утишају. Чланови групе су себи одсекли језик у знак солидарности са девојком (девојка се сама противи овом сечењу језика).
Гарп постаје посвећен родитељ, борећи се са стрепњом за безбедност своје деце и жељом да их заштити од опасности света. Он и његова породица неизбежно доживљавају мрачне и насилне догађаје кроз које се ликови мењају и расту. Гарп учи (често болно) од жена у свом животу (укључујући трансродну бившу фудбалерку Роберту Мулдоон), које се боре да постану толерантније суочене са нетолеранцијом. Прича садржи велику количину (по речима Гарповог измишљеног учитеља) "лудила и туге".
Роман садржи неколико урамљених наратива: Гарпова прва прича, кратка прича под насловом Пенсион Грилпарзер ; Будност, есеј; и прво поглавље његовог трећег романа Свет према Бенсенхаверу. Књига такође садржи неке мотиве који се појављују у неким, али не у свим, романима Џона Ирвинга : медведи, Нова Енглеска, Беч, хотели, рвање и особа која преферира апстиненцију над сексом. И, као и скоро сви Ирвингови романи, садржи сложену дикенсовску фабулу која обухвата читав живот главног јунака. Прељуба (још један уобичајен Ирвингов мотив) такође игра велику улогу, а кулминира једном од најстрашнијих и незаборавних сцена у роману.

## Позадина
Мајка Џона Ирвинга, Frances Winslow, у време његовог зачећа није била удата  а Ирвинг никада није упознао свог биолошког оца. Као детету ништа му нису причали о оцу, а мајци је рекао да ће, осим ако му она не да неке податке о његовом биолошком оцу, у свом писању измислити оца и околности како је затруднела. Винслов би одговорила "Само напред, драга." 
Године 1981. часопис Тиме цитирао је мајку писца: "Постоје делови Гарпа који су за мене превише експлицитни." 